# Alicia Atout
Alicia Claire Atout (Toronto, 1 de junho de 1995)  é uma jornalista canadense e personalidade do YouTube, mais conhecida por seu trabalho nas indústrias musical e de luta livre profissional. Ela está atualmente com contrato com a Major League Wrestling (MLW) como membro da equipe de transmissão da promoção. Atout também mantém seu próprio blog orientado para a música A Music Blog, Yea? ( AMBY ), bem como seu próprio canal no YouTube, onde entrevista músicas e personalidades do wrestling.
Atout trabalhou anteriormente para as promoções de wrestling profissional Impact Wrestling e All Elite Wrestling (AEW)  e foi Mestre de Cerimônias da turnê de 20 anos no inferno do lutador profissional Mick Foley. Ela também trabalhou como entrevistadora nos bastidores para várias promoções de luta livre independente, mais notavelmente aparecendo no evento pay-per-view 2018 All In.

## Carreira

### Trabalho com oAMBY
O site A Music Blog, Yea? ( AMBY ) foi fundada por Atout em 2013 aos 17 anos. Desde então, ela entrevistou vários músicos e bandas para AMBY, incluindo Palaye Royale, Steel Panther, Dua Lipa, Bring Me The Horizon, Andy Biersack, Mac DeMarco, Melanie Martinez, One Ok Rock e Greta Van Fleet. Em seu primeiro ano, AMBY ganhou três prêmios musicais: o Canadian Weblog Awards de Melhor Blog de Mídia e Jornalismo e Melhor Blog de Arte e Cultura, e o Prêmio MiB de Melhor Blog de Arte e Cultura/Música Canadense. Com a crescente popularidade dos vídeos AMBY no YouTube, Atout foi capaz de expandir seu blog para cobrir outros interesses e logo começou a entrevistar personalidades do wrestling como Rey Mysterio, Paige, Chris Jericho, The Young Bucks e Kenny Omega.

### Carreira profissional de wrestling
Atout trabalhou para a promoção Impact Wrestling de 2018 a 2019. No Impact, ela atuou como entrevistadora nos bastidores do carro-chefe da promoção, o programa Impact! , e co-apresentou a série semanal da web Behind The Lights no canal Twitch do Impact ao lado de Anthony Carelli.
Em setembro de 2018, Atout participou no pay-per-view All In, co-promovido por Cody Rhodes. Em 2019, após finalizar seus trabalohs com a Impact Wrestling, ela foi contactada por Rhodes e recebeu uma oferta para ser entrevistadora no backstage da AEW, e fez sua estreia no pay-per-view Double or Nothing. Em 18 de novembro, foi anunciado que Atout assinou com a Major League Wrestling (MLW), assinalando sua saída da AEW.

### Outros empreendimentos
Atout participou de vários comitês para shows de premiação nacional de música no Canadá e nos Estados Unidos, trabalhando como membro do júri para JUNOS, Polaris Music Prize, Prism Prize, e East Coast Music Association. Atout também trabalha atualmente para Budweiser e Hot Topic, atuando como Chief Music Officer para a primeira e Music Influencer para a segunda.

## Prêmios e realizações

### Música
- Prêmio Canadense de Weblog
  - Best Blog de Mídia e Jornalismo (2013) [8]
  - Melhor Blog de Arte e Cultura (2013)
- Feedspot
  - AMBY classificou-se em 68º lugar na lista dos 100 melhores blogs de música, sites e boletins informativos do Feedspot 2016[12]
  - AMBY classificou-se em 3º lugar na lista dos 50 melhores blogs de música de Toronto do Feedspot de 2017[13]
  - AMBY ficou em 23º lugar na lista dos 75 principais blogs, sites e boletins de música canadense do Feedspot 2017[14]
- FYI Music News
  - AMBY foi incluído na lista de 2017 FYI Canadian Music Blogs que você deveria seguir.[15]
- Prêmios MiB
  - Melhor Blog de Arte e Cultura Canadense/Blog de Música (2013)
  - Melhor Blog Arte e Cultura Canadense/Blog de Música (2014)